# Glen of imaal terrier
Glen of imaal terrier[Nota], também chamado terrier irlandês do Glen do Imaal, é uma raça canina oriunda da Irlanda. Fisicamente, demonstra a origem de cão do campo, criado para caçar texugos e raposas e sair-se vencedor em lutas. Seus ossos e músculos largos o tornam pesado para o seu tamanho, de 36 cm. O cruzamento seletivo modificou o temperamento deste terrier, hoje calmo e companheiro das pessoas. Com sobrepelo, necessita que o mesmo seja tosado no verão.